# Ecliptopera phaula
Ecliptopera phaula är en fjärilsart som beskrevs av Louis Beethoven Prout 1933. Ecliptopera phaula ingår i släktet Ecliptopera och familjen mätare. Inga underarter finns listade i Catalogue of Life.